# Sinéu
Sinéu (oficialmente en catalán: Sineu) es una localidad y municipio español situado en la parte central de Mallorca, comunidad autónoma de las Islas Baleares. Limita con los municipios de Lloret de Vista Alegre, Costich, Inca, Llubí, María de la Salud, Ariañy, Petra y San Juan.
El municipio sineuero es una de las dieciséis entidades que componen la comarca tradicional del Llano de Mallorca, y comprende únicamente el núcleo de población de Sinéu —capital municipal—, así como varios diseminados entre los que destacan Son Rossinyol, Son Robí, Reig del Canonge, Sant Nofre, el Talayot, Son Creixell, Sa Ritxola, Sa Ritxoleta y Son Vanrell.

## Geografía
Al ser una porción del Llano de Mallorca, el relieve es básicamente plano, sin grandes accidentes geológicos. No obstante, deben mencionarse dos estructuras que alteran esta geografía llana: el monte de Sant Nofre (255 metros) y el monte de Reig (206 metros).
El término municipal de Sinéu (que antes incluía San Juan y Lloret de Vista Alegre) tiene 47,74 km² y, según datos del 2007 una población superior a los 3000 habitantes. Limita con los términos de Costich, Inca, Llubí, María de la Salud, Ariañy, Petra, San Juan y Lloret de Vista Alegre.
Algunos han querido relacionar Sinéu con un lugar denominado Sinium de la Mallorca romana que menciona un lugar con una cierta población.

## Historia

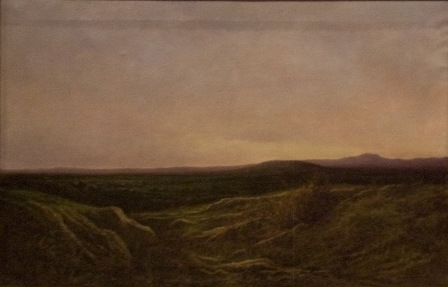
Campos de Sinéu de Joan O'Neill Rusiñol, obra conservada en la biblioteca Museo Víctor Balaguer

Ya en tiempos prehistóricos Sinéu debía ser habitado, ya que se encuentran vestigios como el talayote de Son Creixell, Sa Ritxla, Sa Ritxoleta, Son Rossinyol y Son Vanrell.
Algunos expertos han querido relacionar Sinéu (Sinium) con un lugar llamado Guium de la Mallorca romana, que cita Plinio el Viejo 
(NH 3, 77) con una cierta población.
A principios del siglo XIII la conquista aragonesa acaba con la hegemonía de los árabes en las islas, pero por el contrario, heredando singularidades culturales y estéticas como en la arquitectura, o agricultura. 
En 1248 según una bula de Inocencio IV existía una iglesia dedicada a Santa María.
El núcleo de población adquiere el título de Pueblo Real en 1300, y durante la Edad Media fue una villa destacada por la construcción de una residencia de la realeza de la corona de Aragón (hoy casi desaparecida bajo un convento de monjas de clausura) y la sede del Veguer de Fora. De esta época se conserva el famoso mercado de los miércoles, de gran contenido agrícola y ganadero, actualmente foco turístico.
Hasta 1925, Sinéu incluyó el pueblo de Lloret de Vista Alegre, que después de varios intentos fallidos en el siglo XIX, consigue segregarse.

## Demografía
Sinéu cuenta con una población de 4469 habitantes (INE 2024).
| Gráfica de evolución demográfica de Sinéu entre 1842 y 2021 |
| |
| Población de derecho según los censos de población del INE. Población de hecho según los censos de población del INE.Entre el censo de 1930 y el anterior, disminuye el término del municipio porque independiza a Lloret de Vista Alegre. |

Evolución de la población
A finales del siglo XIX Sinéu tenía más de 5000 habitantes debido a su conexión ferroviaria con toda la isla. Cuando en 1975 el tráfico ferroviario se suspendió, el número de habitantes fue reduciéndose hasta a aproximadamente 2200 personas.
Por tanto, aunque en el año 2022 Sinéu tenía censados 4.232 habitantes, en 1996 contaba con tan sólo 2.568, es decir que en dos décadas y media su población se ha incrementado en más del 64%.
No obstante se debe tener en cuenta una población flotante (especialmente los fines de semana) que normalmente no se considera, pero que es importante (consume electricidad, agua, servicios, etc.).
De hecho, las buenas comunicaciones (nueva línea de tren, buenas carreteras...), la situación céntrica del pueblo respecto al resto de la isla, y los servicios de los que dispone (centro de salud, instituto de educación secundaria, etc.) han hecho llegar al pueblo numerosos extranjeros y peninsulares en estos últimos años. Obviamente esto ha ido ligado a un crecimiento bastante notable del suelo edificado.
Estructura de la población
En 1996, el 91 % de los sineuenses habían nacido en las Islas Baleares (un 6 % en otra comunidad autónoma española, y sólo un 3 % en otro estado). En 2004, el número de nacimientos en las Islas se reducía a un 78% (un 7% en otra comunidad y un 15% en otro país).
Esto tiene importancia desde el punto de vista de la integración cultural y lingüística de la población inmigrante. No obstante como sucede en municipios pequeños del centro, el mantenimiento del carácter rural del pueblo obliga en cierta manera a la inmersión lingüística de los recién llegados, agilizando el proceso de integración.
La población de Sinéu, como la de los otros municipios del Llano de Mallorca, es una población envejecida. Mientras en el conjunto de las Islas Baleares, la población es menor de 64 años y un 13%, en Sinéu dicha población supera el 22%.

## Economía

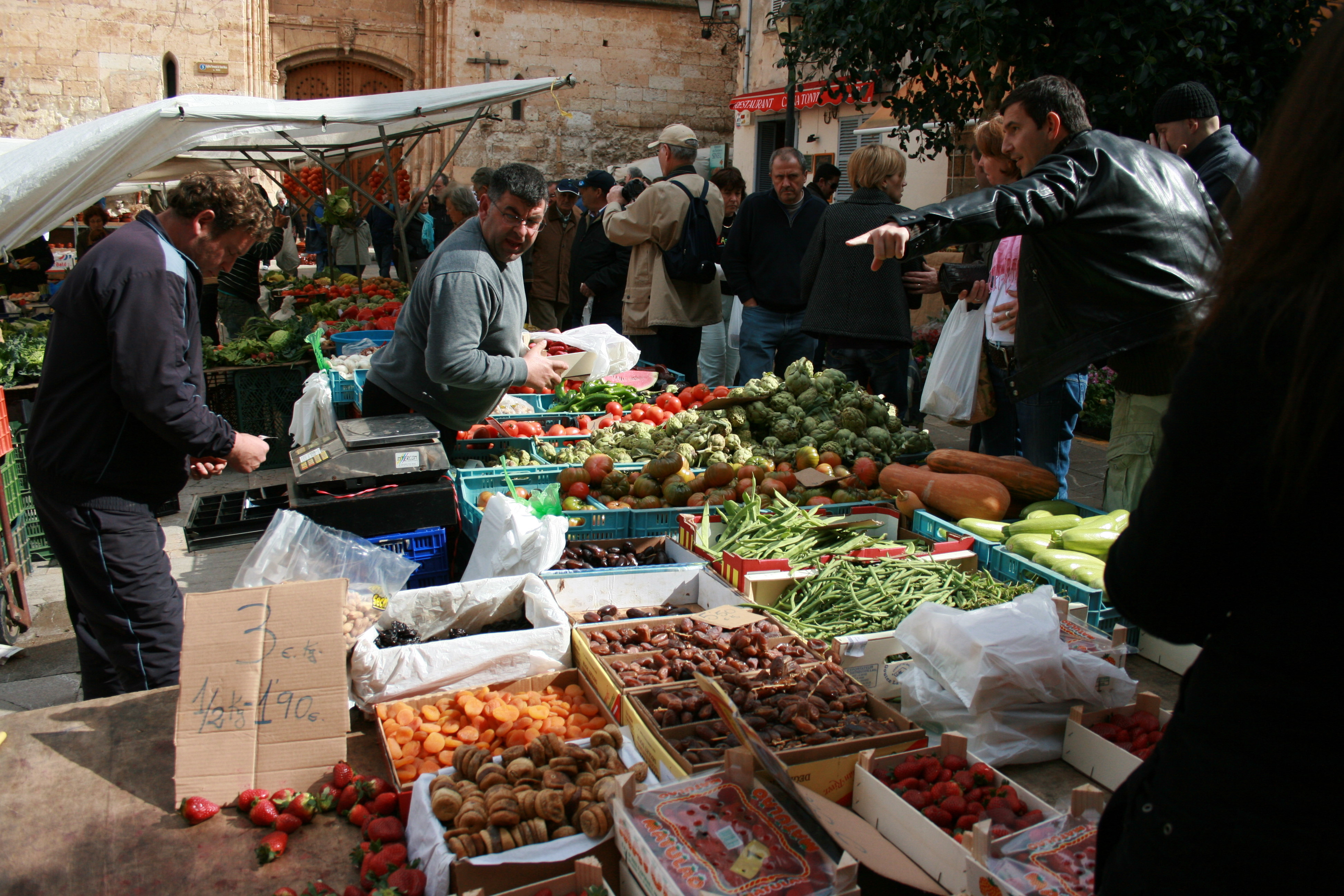
Mercado de Sinéu (2009)

Sinéu, como el resto de pueblos del Llano de Mallorca, ha tenido siempre una economía basada el mundo de la agricultura. De hecho, el mercado semanal de los miércoles y la feria anual demuestran la importancia histórica del campo en la economía sineuera.
La economía del pueblo también se ha caracterizado por una notable actividad industrial (menestrals), especialmente en las últimas décadas; actualmente Sinéu trabaja el hierro, la madera, el aluminio... Hace aproximadamente diez años, el Ayuntamiento gobernado por el Independiente Jaime Ferriol permitió la construcción de un polígono industrial, con el objetivo de sacar del pueblo los talleres y fábricas. A pesar de haber conseguido sus objetivos, dicho centro industrial afea la zona del barrio de las Casas Nuevas. 
Pero el sector que más ha experimentado un crecimiento notable ha sido el de los servícios y la construcción.
Servicios
Sinéu es una de las poblaciones de Mallorca con mayor número de restaurantes, bares y cafeterías en relación con la población del municipio. En 2004, Sinéu contaba con 37 establecimientos de restauración. En el año 2008 existían cinco hoteles de interior, de dos, tres y cuatro estrellas.
Construcción
Sinéu ha experimentado, como el resto de la isla, el bum urbanístico de esta última década. Según el Colegio Oficial de Arquitectos de las Islas Baleares, en el año 1996 las viviendas visadas fueron sólo 5; en 2004 el colegio visó 51 viviendas.
Casi la mitad de los contratos laborales y puestos de trabajo forman parte del sector servicios. Según datos de la Seguridad Social, en 2004 un 6 % de los habitantes de Sinéu se dedicaba a la agricultura, un 22 % a la construcción, un 27% a la industria y un 45% al sector servicios.

## Administración y política
De la Transición a la actualidad
Primera etapa: Sineueros Independientes (1979 - 1995) 
Segunda etapa: PP-UM (1995 - 2001) 
Tercera etapa: Sineueros Independientes-PP (2001 - 2003) 
Cuarta etapa: PP-UM (2003 - 2011)
Quinta etapa: PP-CxI (2011 - 2015)
Sexta etapa: GxS-PI(2015 - 2019)
Séptima etapa: PP-Cs (2019 - Actualidad)
Desde el fin de la transición hasta 1999, la Agrupación Electoral de los Sineueros Independientes (AESI), agrupación formada por un conglomerado de izquierdas nacionalistas surgida los primeros años del post-franquismo, gobernó ininterrumpidamente mediante sucesivas mayorías absolutas. Jaime Ferriol y Andrés Matas fueron los dos alcaldes durante esta etapa independiente.
En 1999, Sineueros Independientes perdió su mayoría absoluta debido al desgaste de los años, obteniendo cinco de los once escaños a repartir. El Partido Popular obtuvo cuatro escaños, seguido de la formación regionalista Unión Mallorquina que obtuvo dos. Unión Mallorquina y Partido Popular establecieron un pacto de gobierno de centro-derecha liderado por José Oliver Amengual (UM), con el objetivo de favorecer el entendimiento con las instituciones supramunicipales baleares, gobernadas por pactos de centro-izquierda firmados por UM, PSOE, PSM, IU y Los Verdes. Dos años después de la investidura de Oliver, oficialmente por la falta de sintonía entre los líderes de la coalición PP-UM, Josep Oliver Amengual (UM) y Apolonia Llull (PP), la líder del Partido Popular Local apoyó una Moción de Censura presentada por Sineueros Independientes, que devolvió a Andrés Matas a la Alcaldía de Sinéu. Apolonia Llull mantuvo su puesto de teniente de alcalde del municipio. Se inició así una breve segunda etapa independiente (2001 - 2003).
La fuerza política mayoritaria local en las elecciones locales de 2003 fue Sineueros Independientes, que obtuvo un concejal menos quedándose con cuatro escaños. Unión Mallorquina obtuvo tres escaños y fue la segunda fuerza en número de votos, seguida de la candidatura del PP que obtuvo también tres escaños y del PSOE que obtiene uno. El Partido Socialista de Sinéu surge y se presenta en estas elecciones, a raíz de una escisión de los independientes al no estar de acuerdo con la moción presentada dos años antes. Los cabezas de lista fueron Andrés Matas (AESI), José Oliver Amengual (UM), José Oliver Rebassa (PP) y Jordi Gelabert (PSOE). Se edita una nueva coalición de centro-derecha tres a tres, que otorga la Alcaldía los dos primeros años a Unión Mallorquina y los dos últimos al Partido Popular. Tres meses después de ser investido alcalde de Sinéu -en el verano de 2005-, José Oliver Rebassa (PP) destapa el escándalo del desfalco de las arcas municipales, llevado a cabo por la recaudadora municipal de tributos, Martina Gelabert. Debido a ello se inicia un período de acusaciones entre los independientes, Unión Mallorquina y Partido Popular, responsabilizándose mutuamente del desfalco; si bien durante el período del delito el Ayuntamiento tuvo alcaldes de los tres partidos, SI gobernó durante siete años, UM durante dos y el PP durante tres meses, del tiempo investigado. 
Parece que el asunto del desfalco afectó positivamente al PP, que en las elecciones locales de 2007 obtuvo mayoría simple por primera vez en la historia local, obteniendo cinco escaños y el 43% de los votos. Posiblemente la transparencia demostrada por el alcalde Josep Oliver Rebassa (PP) y la acción llevada a cabo durante los dos años de su gobierno fueron determinantes en el resultado electoral. Los dos concejales ganados procedieron de UM, que se quedó con un solo regidor. Sineueros Independientes perdió un nuevo escaño, quedándose con tres. No obstante el concejal perdido pasa a un nuevo partido nacionalista, catalanista y de izquierdas, ERC, que se presenta por primera vez en Sinéu. Dicha agrupación surge de la escisión de la corriente radical y crítica de SI. El PSOE revalida su concejal ganando solamente cuatro votos. Los cabezas de lista de estas elecciones fueron José Oliver Rebassa (PP), Miguel Gelabert (AESI), José Oliver Amengual (UM), Juan Ferriol (PSOE) y Julián Gayà (ERC).
El último alcalde de Sinéu fue José Oliver Amengual (UM). Fue investido alcalde de Sinéu por mayoría absoluta (seis votos a favor, cuatro en contra y una abstención) 19 de junio de 2010 de acuerdo con el Pacto por la Estabilidad y la Gobernabilidad de Sinéu, un acuerdo programático de acción de gobierno y cargos para la presente legislatura firmado entre PP y UM. Amengual se integró en el Gobierno municipal dirigiendo el área de Relaciones Institucionales, con el objetivo de suavizar las relaciones con el Consejo de Mallorca, la Mancomunidad del Llano y el Gobierno de las Islas Baleares, en manos del Pacto de Centro Izquierda de Baleares (PSOE-UM-Bloc per Mallorca). En base al Pacto de Gobierno local, Josep Oliver Rebassa (PP) ha sido alcalde los tres primeros años de la Legislatura (2007-2010).
De 2011 a 2012 siguió siendo alcalde Josep Oliver Amengual (CxI). Desde 2012 hasta 2015, el alcalde fue Pere Joan Jaume Florit (PP). 
En 2015, los independentistas de Gente por Sinéu (GxS) obtuvieron 5 concejales y llegaron a un pacto de gobierno con El PI Sinéu. El alcalde desde el 13 de junio de 2015 fue José Oliver Amengual (El PI), hasta día 11 de junio de 2016, fecha en que pasó a ocupar la Alcaldía Miquel Gelabert Font (GxS) hasta final de legislatura.
Desde 2019 Tomeu Mulet Florit es alcalde de Sinéu gracias a un pacto alcanzado entre Partido Popular y Ciudadanos.
Actualidad
Tras las Elecciones municipales de España de 2023, el 28 de mayo, el Ayuntamiento de Sinéu (11 escaños) fue renovado, quedando de la siguiente manera:
- Partido Popular (PP): 7 concejales (+2).
- Més: 3 concejales.
- Partido Socialista (PSOE): 1 concejal (=).

En total, en Sinéu ha habido los siguientes alcaldes desde 1979:
- Jaime Ferriol (AESI) (1979-1990).
- Andreu Matas (AESI) (1990-1999).
- Josep Oliver Amengual (UM) (1999-2001).
- Andreu Matas (AESI) (2001-2003).
- Josep Oliver Amengual (UM) (2003-2005).
- Josep Oliver Rebassa (PP) (2005-2010).
- Josep Oliver Amengual (UM) y (CxI) (2010-2012).
- Pere Joan Jaume Florit (PP) (2012-2015).
- Josep Oliver Amengual (El Pi) (2015-2016).
- Miquel Gelabert Font (GxS) (2016-2019).
- Tomeu Mulet Florit (PP) (2019-actualidad).

## Servicios

### Educación
El pueblo dispone de una escuela de educación infantil, una escuela de educación primaria, Rodamilans, y un instituto de educación secundaria y bachillerato. En estos últimos años el crecimiento población al debido a los inmigrantes ha hecho proyectar la ampliación de todas estas infraestructuras.

### Sanidad y servicios sociales
Para el sector de la tercera edad existe una residencia privada, aunque todos los partidos del consistorio sineuero coinciden en la necesidad de tener una residencia pública o un centro de día. La asociación de la tercera edad de Sinéu tiene a su disposición un nuevo local para reunirse y celebrar sus propios actos, desde el principio de esta legislatura. Por otra parte, Sinéu dispone de un centro de salud con servicio de urgencias, que da servicio a la población local y de los pueblos de las cercanías.

### Comunicaciones
Sinéu tiene conexión ferroviaria con la línea Palma-Manacor de los Servicios Ferroviarios de Mallorca (SFM). La estación ferroviaria de Sinéu fue inaugurada el 17 de febrero de 1878, este hecho contribuyó al fomento del comercio en un pueblo, hasta el momento, mayoritariamente agrícola. El 20 de junio de 1977 y por motivos institucionales y políticos, la línea de tren Palma-Manacor-Artá fue eliminada a la altura de la estación de la ciudad de Inca. El 11 de mayo de 2003, el Gobierno multipartito de las Islas Baleares, presidido por el socialista Francesc Antich, reabrió la línea hasta Manacor. El pueblo además cuenta con una parada de la línea de Autobuses Palma-Santa Margarita-Ca'n Picafort.

### Cultura
Se está restaurando el antiguo Claustro de San Francisco. Este claustro fue ocupado durante muchos años como casa cuartel de la Guardia Civil; el anterior Consistorio proyectó el lugar como un futuro Caserón Cultural del pueblo. Actualmente se quiere proseguir con su restauración, si bien aún no está claro su futuro uso. El claustro también incluye la biblioteca municipal de Sinéu, el archivo municipal -que esta legislatura será digitalizado- y el centro universitario para los jóvenes del pueblo.
En la legislatura pasada el Ayuntamiento creó la banda municipal y escuela de música de Sinéu. El municipio también dispone de una banda de cornetas, tambores y trompetas, dos grupos de Ball de Bot (baile regional de Baleares), un grupo de teatro, "La Prima", y diversas entidades culturales y de participación ciudadana. 
Antaño y a nivel de prensa foránea, Sinéu contó durante los años 1995-1988 con una revista local de información general, llamada "Baula", de edición trimestral.
Durante gran parte del siglo XX, Sinéu dispuso de un Cine, que a finales del siglo pasado fue convertido en discoteca, cuyo local fue destruido por un incendio. El pueblo también cuenta con un Teleclub, sede del antiguo local de la tercera edad.

## Cultura

### Patrimonio

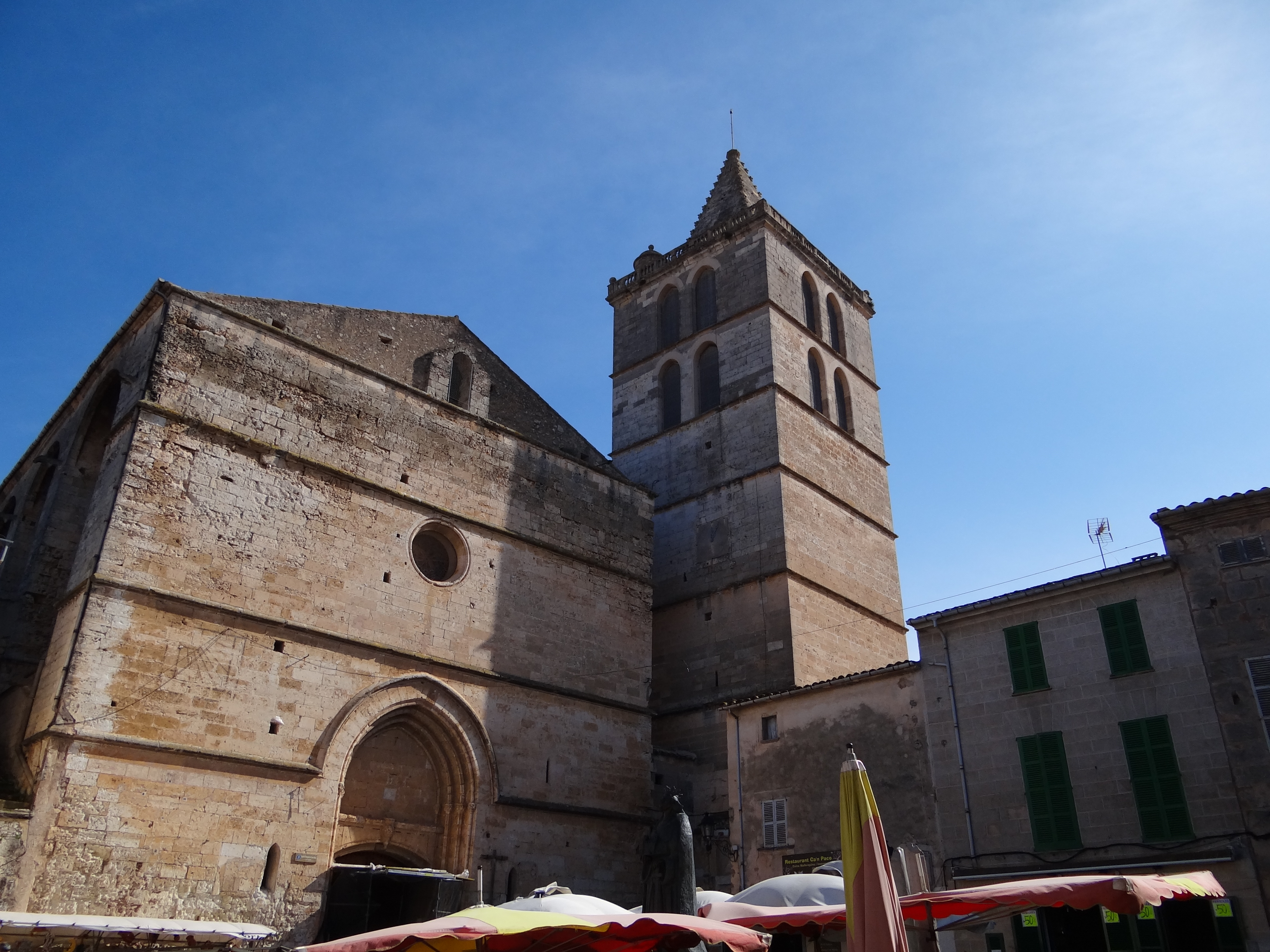
Iglesia de Santa María

El edificio más relevante de Sinéu es la iglesia parroquial de Santa María de Sinéu. La iglesia (ya documentada en el año 1248) sufrió un terrible incendio en el año 1505, hecho que provocó la construcción de un nuevo templo de estilo gótico como el anterior. En los años 1880 y 1881 se realizaron una serie de obras de ampliación: estas obras aportaron el crucero, una gran cúpula estrellada de base octogonal y un nuevo cabecero. El templo presenta una nave única con unas capillas laterales. A finales del siglo XX y principios del siglo XXI se realizaron unas profundas obras de restauración del templo, que culminaron el 28 de septiembre de 2007. Posteriormente también se han restaurado las campanas que se encuentran ubicadas en la torre campanario, cada una de ellas tiene un nombre según su tamaño y función. Así la mayor de ellas, recibe el nombre de Antònia, le sigue Bàrbara, Extremaunció, Combregar, Feris y Petita. También cabe destacar, que dicha iglesia parroquial de Santa María de Sinéu, presenta una importante colección de cerámica medieval, que forma parte de un pequeño museo, que puede visitarse los días de mercado (miércoles). Adosada a la iglesia y frente a la plaza de San Marcos se encuentra la rectoría; en el interior se puede visitar una exposición de cerámica medieval de Sinéu. Delante de dicho edificio se encuentra el monumento llamado popularmente "el León"; es una escultura de cobre del año 1945, un león con alas, símbolo del evangelista San Marcos, que aguanta el escudo de Sinéu con una de sus patas delanteras.

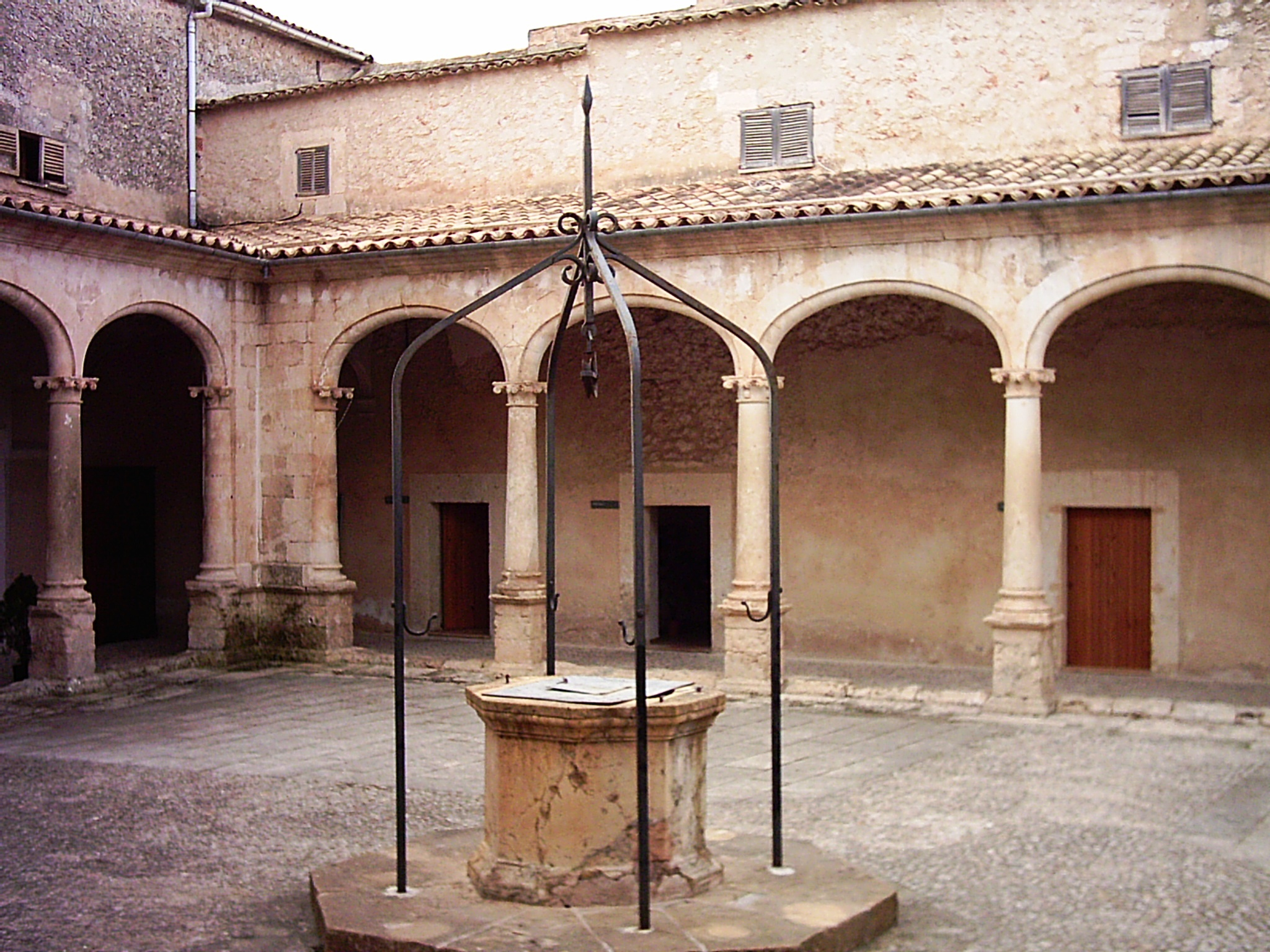
Claustro del convento Jesús María de San Francisco

En la calle de San Francisco se encuentra el convento Jesús María (de estilo barroco), que fue fundado en el año 1667. Así mismo, en el año 1722, sufrió unas importantes obras de reforma. Fue en este último periodo, cuando se construyó el claustro, del que conviene destacar, la cisterna central donde aparece el escudo de Charitas, así como también aparece la Estrella y la Mitra, decorando los capiteles de las diferentes columnas ya que su patrocinador fue el Obispo Miquel Estela. Finalmente en el año 1835 durante la desamortización pasó a manos civiles, para finalmente convertirse en 1877 en casa consistorial. El Ayuntamiento ocupa el edificio donde vivían los frailes del antiguo convento de los Mínimos, con su claustro del siglo XVII.
Cabe destacar, que dicha construcción, cuenta con una importante colección de Teules Pintades (Tejas Pintadas) que presentan motivos religiosos, antropomorfos, zoomorfos y decoración vegetal. así como las fechas situadas en los extremos de los diferentes aleros.
El Palacio de los Reyes de Mallorca es un edificio reconstruido durante el mandato del rey Jaume II de Mallorca, a inicios del siglo XIV, concretamente en 1309. El lugar donde se levanta era antes una edificación de origen islámico. En 1583 se instaló una comunidad de monjas concepcionistas, que perduran hasta hoy día. En el siglo XVII se amplía y reforma el convento, configurando un conjunto arquitectónico que nos ha llegado a hoy día, donde se observan típicos elementos de un palacio fortificado y elementos del convento de clausura. Anexo al Palacio se encuentra la iglesia de estilo barroco. 
En la calle del Hospital se encuentra el edificio del oratorio de San José, fundado en el siglo XIII, en este edificio se puede contemplar el Sant Crist de la Sang (1584), obra de Gaspar Gener, importante escultor mallorquín del siglo XVI, también puede observarse un pequeño retablo de la Virgen del Rosario que procede de la iglesia parroquial de Santa María de Sinéu, este retablo renacentista data de 1570 y parece obra de Rafel Guitard. Otra pieza destacable, es una talla de San José que es el titular del edificio. Esta talla data de 1630. Aunque el oratorio aún conserva elementos góticos originales, hoy en día nos encontramos con un edificio muy modificado a lo largo de la historia.
El edificio de la estación del tren, de principios del siglo XX, acoge el Centro de Arte de Sinéu, donde se celebran exposiciones de reconocidos artistas contemporáneos.
Por las antiguas calles de Sinéu se encuentran diversas cruces y algunos pozos de origen medieval, así como antiguos molinos de viento, que recuerdan la importancia que tuvo el cultivo del cereal.

### Ferias, fiestas y celebraciones
- Sa Fira: Sinéu es la capital de las ferias de primavera. Es el pueblo que convoca más visitantes para su feria. "Sa Fira" de Sinéu es la más antigua de Mallorca, se estableció por privilegio del rey Sancho en el año 1318; se celebra el primer domingo de mayo de cada año. Feria eminentemente agrícola, ganadera y artesanal, que ha conservado muy bien la tradición y el sentido del mercado anual. Frutas, verduras, plantas, animales domésticos, ropa, sillas, escaleras, cerámica y trinxets llenan las calles más céntricas de la Villa. La maquinaria agrícola y la exposición de coches, junto a las atracciones infantiles y diversos tipos de venta ambulante llenan las calles y plazas más exteriores. Se calcula que decenas de miles de visitantes pasan cada año por Sinéu el día de Feria, que es la segunda en importancia de la isla, tras els Dijous Bo de Inca.

- Fiestas patronales: Sinéu celebra las fiestas de la Virgen de Agosto, días alrededor al 15 de agosto con juegos, fuegos artificiales, fiestas, verbenas, etc. Son las típicas fiestas del verano mediterráneo, en las que el pueblo disfruta de numerosos actos culturales durante el día y un amplio abanico de actividades nocturnas al fresco.

- Semana Santa: Un momento de solemnidad del año sineuero es el de la Semana Santa. Numerosas personas llegan a la Villa para ver las procesiones y los capirotes que acompañan los pasos por las calles de la Villa, en especial la del Viernes Santo. Las procesiones de la Semana Santa son organizadas por la Real Prohomonia de Sinéu, presidida por el rey Felipe VI, y por el Patronato de Cofradías de Sinéu, presidido por la matriarca de la familia Isern-Estela, mecenas de las imágenes de los pasos.

- Es Much: Es una fiesta que se celebra el 14 de agosto de cada año, se reúne toda la gente joven del pueblo en la estación del tren, sobre las 10 de la mañana.

Una vez todo el mundo está a punto se emprende un camino hacia el Puig de Reig donde se invoca a Es Much con cánticos y bailes. Una vez el Much ha sido invocado se regresa al pueblo y se pasea con él por el pueblo y pasando por todos los bares. Después de ir por todos los bares, los asistentes se van a comer, mujeres y hombres separados. Una vez se haya terminado de comer se vuelven a reunir hombres y mujeres enfrente de Ca'n Castell, donde se baila y canta hasta que las fuerzas aguanten.
Otras fiestas que se celebran en Sinéu son las de San Marcos (patrón del pueblo) el 25 de abril y las de San Antonio, con las típicas hogueras en las que se asan embutidos día 17 de enero.
Institucionalmente estos últimos años se ha recuperado una antigua feria para potenciar la sobrasada, producto típico mallorquín. La Feria de Santo Tomás-Muestra de Matanzas se celebra cada año el segundo domingo de diciembre.

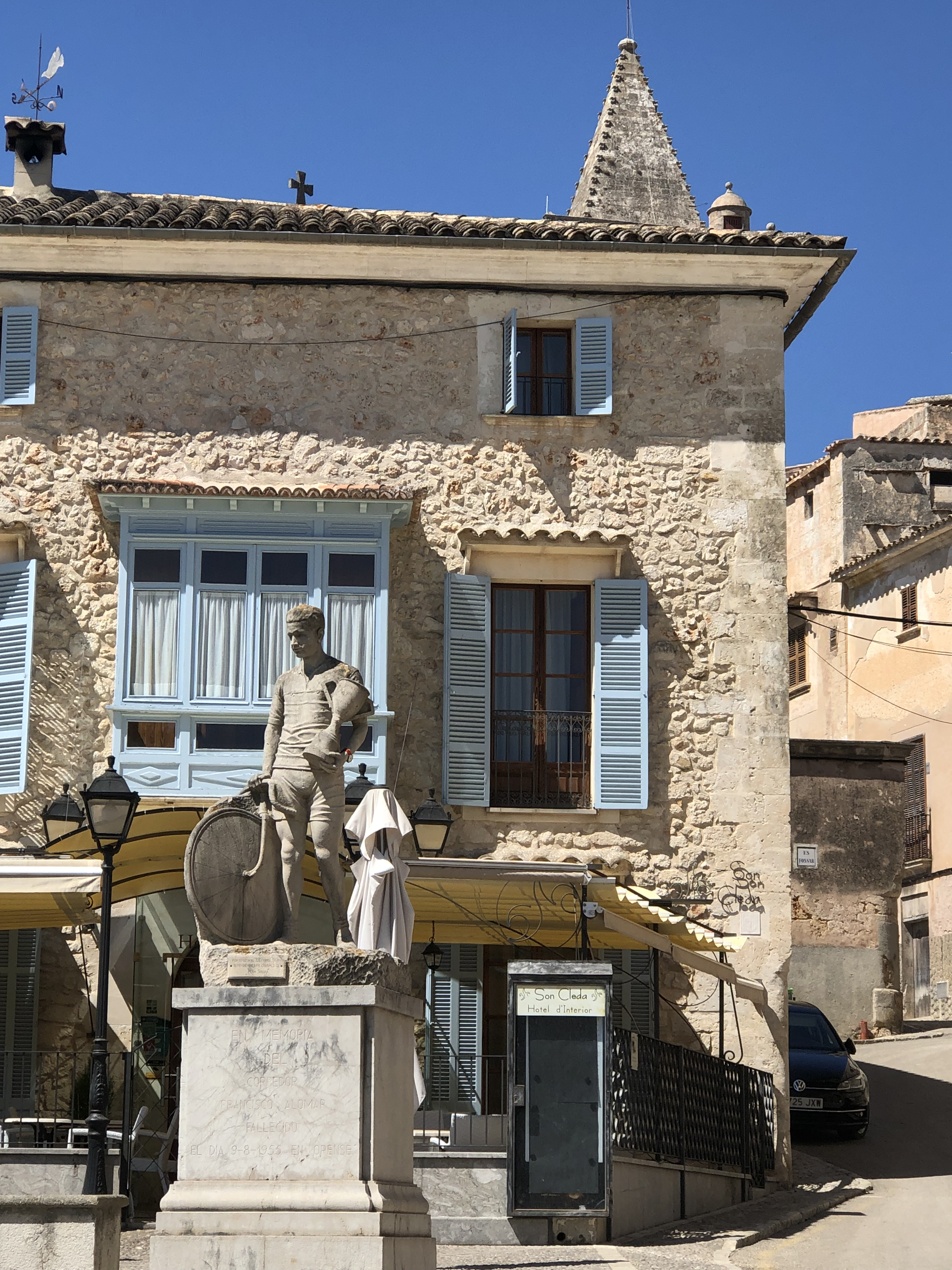
Escultura de Francesc Alomar en la plaza del Fossar de Sinéu